# Richia salina
Richia salina là một loài bướm đêm trong họ Noctuidae.